# Gobierno Stocker
El Gobierno Federal Stocker es el Gobierno Federal de la República de Austria en funciones desde marzo de 2025, compuesto por el conservador Partido Popular Austríaco (ÖVP), el Partido Socialdemócrata de Austria (SPÖ) y el liberal NEOS – La Nueva Austria y Foro Liberal (NEOS). Es el primer gobierno federal en Austria conformado por una coalición de tres partidos desde el primero liderado por Leopold Figl en 1945.

## Apoyo parlamentario
| Cámara           | Candidato         | Fecha                                                | Voto |    |    |    |    |    | Total   |
| ---------------- | ----------------- | ---------------------------------------------------- | ---- | -- | -- | -- | -- | -- | ------- |
| Consejo Nacional | Christian Stocker | 3 de marzo de 2025 Mayoría simple requerida (92/183) | Sí   |    | 51 | 41 | 18 |    | 110/183 |
| Consejo Nacional | Christian Stocker | 3 de marzo de 2025 Mayoría simple requerida (92/183) | No   | 57 |    |    |    | 16 | 73/183  |
| Consejo Nacional | Christian Stocker | 3 de marzo de 2025 Mayoría simple requerida (92/183) | Abs. |    |    |    |    |    | 0/183   |
|                  | Christian Stocker |                                                      |      |    |    |    |    |    |         |
| Consejo Federal  | Christian Stocker | 3 de marzo de 2025 Mayoría simple requerida (31/61)  | Sí   |    | 23 | 18 | 1  |    | 42/60   |
| Consejo Federal  | Christian Stocker | 3 de marzo de 2025 Mayoría simple requerida (31/61)  | No   | 14 |    |    |    | 4  | 18/60   |
| Consejo Federal  | Christian Stocker | 3 de marzo de 2025 Mayoría simple requerida (31/61)  | Abs. |    |    |    |    |    | 0/61    |

## Gabinete ministerial
Partido Popular Austríaco
     Partido Socialdemócrata de Austria
     Independientes nominados por el Partido Socialdemócrata de Austria
     NEOS – La Nueva Austria y Foro Liberal

### Canciller Federal de la República de Austria
| Fotografía | Canciller         | Período            | Período     | Partido | Partido | Ref   |
| Fotografía | Canciller         | Inicio             | Fin         | Partido | Partido | Ref   |
| ---------- | ----------------- | ------------------ | ----------- | ------- | ------- | ----- |
|            | Christian Stocker | 3 de marzo de 2025 | En el cargo |         |         | [ 2 ] |

### Vicecanciller de la República de Austria
| Fotografía | Vicecanciller  | Período            | Período     | Partido | Partido | Ref   |
| Fotografía | Vicecanciller  | Inicio             | Fin         | Partido | Partido | Ref   |
| ---------- | -------------- | ------------------ | ----------- | ------- | ------- | ----- |
|            | Andreas Babler | 3 de marzo de 2025 | En el cargo |         |         | [ 3 ] |

### Ministerios
| Ministerio                                                                                    | Fotografía | Titular                  | Período                                        | Período     | Partido | Partido | Ref    |
| Ministerio                                                                                    | Fotografía | Titular                  | Inicio                                         | Fin         | Partido | Partido | Ref    |
| --------------------------------------------------------------------------------------------- | ---------- | ------------------------ | ---------------------------------------------- | ----------- | ------- | ------- | ------ |
| Agricultura, Silvicultura, Clima y Protección del Medio Ambiente, Regiones y Gestión del Agua |            | Norbert Totschnig        | 18 de mayo de 2022 (Del Anterior Gobierno)     | En el cargo |         |         | [ 4 ]  |
| Asuntos Europeos e Internacionales                                                            |            | Beate Meinl-Reisinger    | 3 de marzo de 2025                             | En el cargo |         |         | [ 5 ]  |
| Defensa                                                                                       |            | Klaudia Tanner           | 7 de enero de 2020 (Del Anterior Gobierno)     | En el cargo |         |         | [ 6 ]  |
| Economía, Energía y Turismo                                                                   |            | Wolfgang Hattmannsdorfer | 3 de marzo de 2025                             | En el cargo |         |         |        |
| Educación                                                                                     |            | Christoph Wiederkehr     | 3 de marzo de 2025                             | En el cargo |         |         | [ 7 ]  |
| Europa, Integración y Familia                                                                 |            | Claudia Plakolm          | 3 de marzo de 2025                             | En el cargo |         |         |        |
| Finanzas                                                                                      |            | Markus Marterbauer       | 3 de marzo de 2025                             | En el cargo |         |         | [ 8 ]  |
| Interior                                                                                      |            | Gerhard Karner           | 6 de diciembre de 2021 (Del Anterior Gobierno) | En el cargo |         |         | [ 9 ]  |
| Justicia                                                                                      |            | Anna Sporrer             | 3 de marzo de 2025                             | En el cargo |         |         | [ 10 ] |
| Mujer, Ciencia e Investigación                                                                |            | Eva-Maria Holzleitner    | 3 de marzo de 2025                             | En el cargo |         |         |        |
| Trabajo, Asuntos Sociales, Salud, Asistencia y Protección del Consumidor                      |            | Korinna Schumann         | 3 de marzo de 2025                             | En el cargo |         |         | [ 11 ] |
| Transporte, Innovación y Tecnología                                                           |            | Peter Hanke              | 3 de marzo de 2025                             | En el cargo |         |         | [ 12 ] |
| Vivienda, Arte, Cultura, Medios de Comunicación y Deporte                                     |            | Andreas Babler           | 3 de marzo de 2025                             | En el cargo |         |         | [ 13 ] |

### Secretarios de Estado
| Ministerio Área                                                             | Fotografía | Titular                    | Período            | Período     | Partido | Partido | Ref    |
| Ministerio Área                                                             | Fotografía | Titular                    | Inicio             | Fin         | Partido | Partido | Ref    |
| --------------------------------------------------------------------------- | ---------- | -------------------------- | ------------------ | ----------- | ------- | ------- | ------ |
| Finanzas                                                                    |            | Barbara Eibinger-Miedl     | 3 de marzo de 2025 | En el cargo |         |         |        |
| Cancillería Federal Digitalización, Constitución y Coordinación             |            | Alexander Pröll            | 3 de marzo de 2025 | En el cargo |         |         |        |
| Trabajo y Economía Energía, Turismo y Startups                              |            | Elisabeth Zehetner         | 3 de marzo de 2025 | En el cargo |         |         |        |
| Asuntos Sociales, Salud, Asistencia y Protección del Consumidor Salud       |            | Ulrike Königsberger-Ludwig | 3 de marzo de 2025 | En el cargo |         |         |        |
| Interior Seguridad del Estado                                               |            | Jörg Leichtfried           | 3 de marzo de 2025 | En el cargo |         |         |        |
| Arte, Cultura, Función Pública y Deportes Oficina del Vicecanciller Federal |            | Michaela Schmidt           | 3 de marzo de 2025 | En el cargo |         |         |        |
| Asuntos Europeos e Internacionales Desregulación                            |            | Sepp Schellhorn            | 3 de marzo de 2025 | En el cargo |         |         | [ 14 ] |